# Repräsentantenhaus von Hawaii

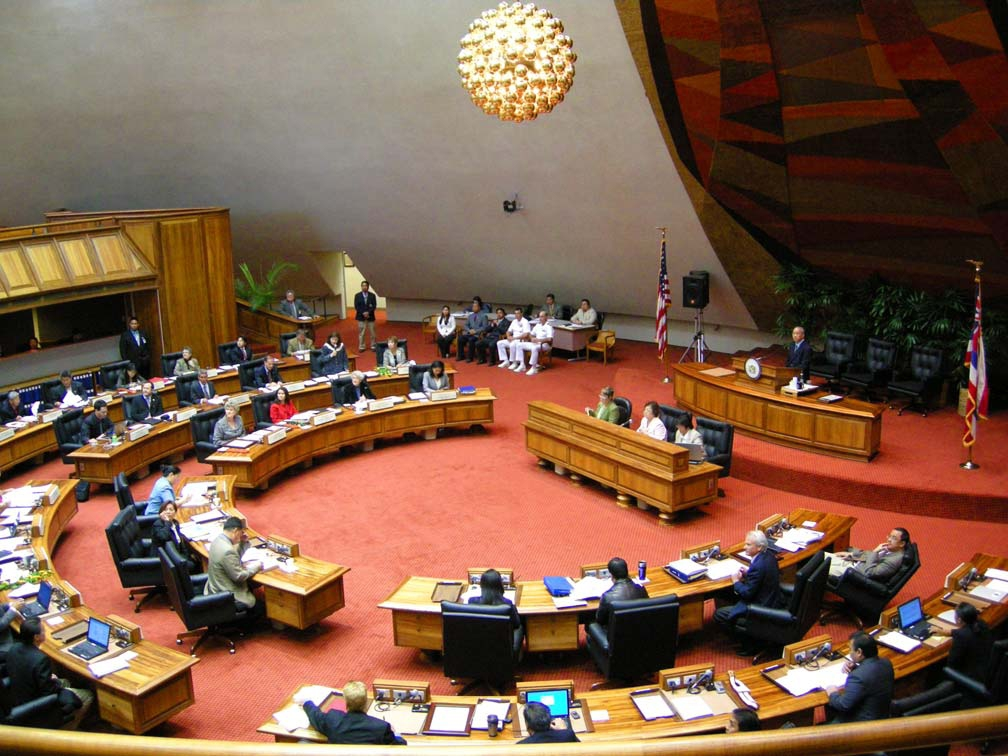
Sitzung im Repräsentantenhaus von Hawaii

Das Repräsentantenhaus von Hawaii (Hawaiʻi House of Representatives) ist das Unterhaus der Hawaii State Legislature, der Legislative (State Legislature) des US-Bundesstaates Hawaii.
Die Parlamentskammer setzt sich aus 51 Abgeordneten zusammen, die jeweils einen Wahldistrikt repräsentieren. Die Abgeordneten werden jeweils für zweijährige Amtszeiten gewählt; eine Beschränkung der Amtszeiten existiert nicht. Der Sitzungssaal des Repräsentantenhauses befindet sich gemeinsam mit dem Staatssenat im Hawaii State Capitol in der Hauptstadt Honolulu.

## Struktur der Kammer
Vorsitzender des Repräsentantenhauses ist der Speaker of the House. Er wird zunächst von der Mehrheitsfraktion der Kammer gewählt, ehe die Bestätigung durch das gesamte Parlament folgt. Der Speaker ist auch für den Ablauf der Gesetzgebung verantwortlich und überwacht die Abstellungen in die verschiedenen Ausschüsse. Speaker ist seit Mai 2017 der Demokrat Scott Saiki.
Weitere wichtige Amtsinhaber sind der Mehrheitsführer (Majority leader) und der Oppositionsführer (Minority leader), die von den jeweiligen Fraktionen gewählt werden. Majority leader ist die Demokratin Nadine Nakamura, Minority leader der Republikaner ist Lauren Matsumoto.

## Zusammensetzung nach der Wahl im Jahr 2022
- Demokraten: 45
- Republikaner: 6

| Partei | Partei                 | Abgeordnete |
| ------ | ---------------------- | ----------- |
|        | Demokratische Partei   | 45          |
|        | Republikanische Partei | 6           |
| Summe  | Summe                  | 51          |

## Ehemalige Mitglieder
Der Posten des Parlamentspräsidenten (Speaker) wird seit der Staatsgründung durchweg von Mitgliedern der Demokratischen Partei ausgeübt. Die früheren Amtsinhaber:
- Elmer Cravalho (1959–1967)
- Tadao Beppu (1968–1974)
- James H. Wakatsuki (1975–1980)
- Henry H. Peters (1981–1986)
- Richard Kawakami (1987)
- Emilio Alcon (1987, kommissarisch)
- Daniel J. Kihano (1987–1992)
- Joseph M. Souki (1993–1999)
- Calvin Say (1999–2013)
- Joseph M. Souki (2013–2017)